# Aspetto continuo
In linguistica, l'aspetto continuo è un sottotipo dell'aspetto imperfettivo (insieme all'aspetto progressivo e all'aspetto abituale).
L'aspetto continuo è caratterizzato dalla mancanza di un istante di focalizzazione e dalla presenza di un quadro situazionale unico.
Durante il concerto, il pubblico rumoreggiava.
Un test sintattico per isolare il valore continuo dell'aspetto imperfettivo è controllarne la compatibilità con perifrasi come non fare altro che+infinito, continuare a+infinito, andare+gerundio.
Durante il concerto, il pubblico non faceva altro che rumoreggiare.
Durante il concerto, il pubblico continuava a rumoreggiare.
Durante il concerto, il pubblico andava rumoreggiando.
L'aspetto continuo è isolabile in particolare con l'imperfetto, ma non esclusivamente:
C’è Paolo che guarda dalla finestra. Aspetterà qualcuno?